# GNA11
GNA11‏ (G protein subunit alpha 11) هوَ بروتين يُشَفر بواسطة جين GNA11 في الإنسان.